# Pablo Insua
Pablo Insua Blanco, né le 9 septembre 1993 à La Corogne, est un footballeur espagnol qui évolue au poste de défenseur central au Sporting Gijón.

## Biographie

### Schalke 04
Après avoir commencé sa carrière en Espagne, Pablo Insua s'engage avec le club allemand de Schalke 04 le 29 juin 2017 pour un contrat de quatre ans, jusqu'en juin 2021.

### SD Huesca
Le 20 juillet 2018, il est prêté pour une saison à la SD Huesca, tout juste promu en Liga. Le 9 février 2019, il se blesse gravement lors d'un match contre Gérone : souffrant d'une rupture du ligament croisé antérieur du genou gauche, sa saison 2018-2019 est terminée.

## Statistiques
| Saison                | Club                  | Championnat           | Championnat | Championnat | Coupe(s) nationale(s) | Coupe(s) nationale(s) | Total | Total |
| Saison                | Club                  | Division              | M.          | B.          | M.                    | B.                    | M.    | B.    |
| 2012-2013             | Deportivo La Corogne  | LaLiga                | 3           | 0           | 1                     | 0                     | 4     | 0     |
| 2013-2014             | Deportivo La Corogne  | LaLiga 2              | 39          | 3           | 1                     | 0                     | 40    | 3     |
| 2014-2015             | Deportivo La Corogne  | LaLiga                | 17          | 0           | 1                     | 0                     | 18    | 0     |
| Sous-total            | Sous-total            | Sous-total            | 59          | 3           | 3                     | 0                     | 62    | 3     |
| 2015-2016             | CD Leganés (prêt)     | LaLiga 2              | 35          | 1           | 3                     | 0                     | 38    | 1     |
| 2016-2017             | CD Leganés (prêt)     | LaLiga                | 29          | 1           | 1                     | 0                     | 30    | 1     |
| Sous-total            | Sous-total            | Sous-total            | 64          | 2           | 4                     | 0                     | 68    | 2     |
| 2017-2018             | Schalke 04            | Bundesliga            | 1           | 0           | -                     | -                     | 1     | 0     |
| Sous-total            | Sous-total            | Sous-total            | 1           | 0           | -                     | -                     | 1     | 0     |
| 2018-2019             | SD Huesca (prêt)      | LaLiga                | 10          | 0           | 2                     | 0                     | 12    | 0     |
| 2019-2020             | SD Huesca (prêt)      | LaLiga 2              | 7           | 0           | 2                     | 0                     | 9     | 0     |
| 2020-2021             | SD Huesca             | LaLiga                | -           | -           | -                     | -                     | 0     | 0     |
| Sous-total            | Sous-total            | Sous-total            | 17          | 0           | 4                     | 0                     | 21    | 0     |
| Total sur la carrière | Total sur la carrière | Total sur la carrière | 141         | 5           | 11                    | 0                     | 152   | 5     |

## Palmarès
- Schalke 04
  - Vice-champion d'Allemagne en 2018.
- SD Huesca
  - Champion d'Espagne de D2 en 2020
- Espagne -19 ans
  - Vainqueur du Championnat d'Europe des moins de 19 ans en 2012.